# Karsten
Karsten eller Carsten är ett mansnamn som är en variant av Christian. Namnet fick namnsdag i Sverige den 13 november 1986, namnsdagen flyttades 1993 till den 10 juni och utgick 2001.

## Personer med förnamnet Karsten
- Karsten Alnæs, norsk författare och journalist
- Carsten Anckar, finländsk professor i statsvetenskap
- Carsten Anker, norsk statsman,
- Carsten Borchgrevink, norsk polarfarare
- Karsten Brannasch, tysk bobåkare
- Carsten Bunk, tysk roddare
- Carsten Embach, tysk bobåkare
- Karsten Forsterling, australisk roddare
- Carsten Hauch, dansk diktare, dramatiker, psalm- och romanförfattare
- Karsten Hoydal, färöisk författare och politiker
- Karsten Huck, västtysk ryttare
- Carsten Jancker,  tysk fotbollsspelare
- Karsten Just, tysk före detta friidrottare
- Karsten Kobs, tysk friidrottare
- Karsten Kruse,  tysk historiker
- Karsten Kroon, nederländsk professionell tävlingscyklist
- Karsten Landin, svensk dart- och golfkommentator
- Karsten Landro, dansk lärare och politiker
- Carsten Mogensen, dansk badmintonspelare
- Carsten Niebuhr, tysk matematiker
- Carsten Nordlander, svensk kompositör av populärmusik
- Karsten Offenbartl, svensk läkare
- Carsten Palmaer, svensk dramaturg och författare
- Carsten Pump, tysk skidskytt
- Carsten Ramelow, tysk före detta professionell fotbollsspelare
- Karsten Schmeling, tysk roddare
- Karsten Solheim, norskfödd amerikansk golfklubbdesigner och företagare
- Carsten Ström, svensk konstnär och författare
- Karsten Thurfjell, svensk journalist
- Karsten Warholm, norsk friidrottare
- Karsten Wedel, svensk regissör
- Karsten Wimmermark, pseudonym för författaren Nils Idström

## Personer med efternamnet Karsten
- Carl Karsten, tysk metallurg
- Christopher Christian Karsten, svensk operasångare
- Detlev Karsten Rohwedder, tysk företagsledare och politiker
- Dietrich Ludwig Gustav Karsten, tysk mineralog
- Ekaterina Karsten, vitrysk roddare
- Elisabeth Charlotta Karsten, svensk konstnär
- George Karsten, tysk botaniker
- Gustav Karsten, tysk fysiker
- Hermann Karsten, flera personer
  - Hermann Karsten (botaniker), tysk botaniker
  - Hermann Karsten (fysiker), tysk fysiker
- Horst Karsten,  tysk ryttare
- Lorenz Karsten, tysk agronom
- Ludvig Karsten, norsk målare
- Petter Adolf Karsten, finländsk botaniker
- Rafael Karsten, finländsk religionsvetare, filosof, sociolog och antropolog
- Tor Karsten, finländsk språkforskare
- Wenceslaus Johann Gustav Karsten, tysk matematiker